# Jotform
Jotform es una empresa con sede en San Francisco dedicada a la creación de formularios en línea. Fundada en 2006 por Aytekin Tank, Jotform también ofrece un creador de aplicaciones móviles, un editor de PDF y servicios de recopilación de firmas electrónicas. A febrero de 2025, contaba con más de 30 millones de usuarios.

## Historia
Jotform fue fundada en 2006 por Aytekin Tank.
En 2012, Jotform tenía más de 700.000 usuarios y publicó más de dos millones de formularios de usuario.
En febrero de 2012, el Servicio Secreto de los Estados Unidos cerró el sitio Jotform como parte de una investigación oculta sobre formularios creados por los usuarios. Después de dos días, volvió a estar en línea.
Jotform lanzó un widget de firma electrónica de Adobe Document Cloud en junio de 2015 para incorporar firma electrónica en formularios.
En abril de 2016, Jotform anunció que su software estaba disponible en Weebly. En diciembre de 2016, la empresa se asoció con IFTTT para integrar un "Applet" para crear formularios en otras aplicaciones. Tech Times reconoció la integración de Jotform en Slack como una de las "Mejores aplicaciones de productividad" de 2016.
En 2018, Jotform adquirió Noupe, una revista en línea.
En octubre de 2021, con motivo del 15º aniversario de su fundación, Jotform experimentó un importante cambio de marca. Ese cambio de marca incluyó cambios en su logotipo, paleta de colores, junto con el cambio del nombre de marca de JotForm a Jotform.
En 2022, Jotform es el creador de formularios en línea número 1 según el Informe de verano de G2.

## Software
Jotform ofrece a sus clientes un creador de formularios de arrastrar y soltar en el que los usuarios pueden personalizar cualquier cosa relacionada con el formulario. También se pueden configurar condiciones lógicas. El producto también se integra con muchas otras herramientas de software importantes.
Además de ser un creador de formularios, Jotform ha producido otros productos, como Jotform Apps en 2021, un creador de aplicaciones sin código, y Jotform Firmas en 2022, una herramienta de recopilación de firmas electrónicas. En septiembre de 2023, Jotform estuvo disponible en la plataforma Salesforce AppExchange. En octubre de 2024, Jotform lanzó su producto de creación de flujos de trabajo Jotform Workflows. En febrero de 2025, Jotform lanzó su solución de inteligencia artificial Agentes de IA de Jotform, donde los usuarios pueden crear sus propios agentes de IA.

## Ubicaciones
Además de la sede central de la empresa en San Francisco, Jotform tiene siete oficinas en todo el mundo: cuatro están ubicadas en Turquía (dos en Ankara, una en Esmirna y otra en Estambul), junto con oficinas en Londres, Vancouver y Sídney.